# Hoplochelus betanimena
Hoplochelus betanimena är en skalbaggsart som beskrevs av Künckel D'herculais 1887. Hoplochelus betanimena ingår i släktet Hoplochelus och familjen Melolonthidae. Inga underarter finns listade i Catalogue of Life.